# Скальник, Вацлав
Вацлав Скальник (чеш. Václav Skalník; 29 июня 1776[…], Прага, Земли Чешской короны или Hořín[…] — 7 октября 1861[…], Марианске-Лазне, Земли Чешской короны) — чешский ландшафтный архитектор, дендролог, ботаник. Создатель города-парка Марианске-Лазне.

## Биография
Родился в семье садовода.
Скальник начал свою работу в Марианских Лазнях в 1817 году. Гёте, посетивший город в 1820 году, оценил фантазию садовника, сочетающуюся с практичным благоустройством суровой долины. В 1824 году Аббат Тепельского монастыря Карл Кашпар Райтенбергер назначил дендролога и ботаника Вацлава Скальника старостой Марианских Лазней. Оживленная переписка этих двух людей свидетельствует о глубокой и очень полезной для Марианских Лазней дружбе, ведь благодаря их сотрудничеству город за более чем сорок лет приобрел свой нынешний вид.
Вацлав Скальник разработал план иссушения болотистой долины. Он высадил деревья так, чтобы влага не распространялась на территорию застройки. Скальник разбил просторный английский парк, спроектировал террасы, проложил пешеходные дорожки, построил мосты над ручьями, оборудовал фонтаны. Все 40 источников в городской черте при застройке не пострадали и не ушли под землю.
Скальник, будучи старостой, руководил городом. Также Скальник был директором больницы для бедных.
После его смерти в 1861 году руководство парком принял его сын, Карл Скальник.

## Память
- В 1962 году в Марианске-Лазне был торжественно открыт бюст Вацлава Скальника.
- В честь Вацлава Скальника в Марианске-Лазне был назван четырехзвёздочный отель «Skalník».